# معركة مارينكا
كانت معركة مارينكا معركة قصيرة في الحرب في دونباس داخل وحول مارينكا، دونيتسك أوبلاست. حاربت الألوية الأوكرانية الميكانيكي 28 للحرس والميكانيكي 30 والمدفعية 43 والآلي 93 الحرس الجمهوري لجمهورية دونيتسك الشعبية ولواء بياتناشكا تحت قيادة أخرا أفيدزبا. تم الاستيلاء على بلدة مارينكا لفترة وجيزة من قبل قوات دونيتسك الشعبية قبل أن يستعيد الأوكرانيون السيطرة عليها.

## المعركة
وفقًا للجيش الأوكراني، بدأ القتال حول بلدة مارينكا التي تسيطر عليها الحكومة في الساعة 3 صباحًا في 3 يونيو عندما شن الانفصاليون هجومًا بالدبابات مع 1000 مقاتل. وذكرت جمهورية دونيتسك الشعبية أن الهجوم كان ردًا على القصف الأوكراني العنيف على دونيتسك وهورليفكا وستاروميخايليفكا ويناكيفكا في ليلة 2 يونيو حتى صباح 3 يونيو. وأضافت أن تلك القذائف أسفرت عن مقتل 15 شخصًا في الأراضي التي تسيطر عليها بالقرب من مارينكا. بدأ هجوم الانفصاليين بنيران المدفعية، تلاه هجوم بالمشاة والدبابات مع شروق الشمس. استمر القتال قرابة 12 ساعة قبل أن يتوقف، لكنه استؤنف مرة أخرى بعد فترة وجيزة. امتد القتال أيضًا إلى كراسنوهوريفكا، واشتعلت النيران في كلتا المدينتين حيث اندلعت معارك دامية وفوضوية في الشوارع. كما تم تبادل القذائف الصاروخية والمدفعية. بحلول نهاية اليوم، كان المتمردون قد سيطروا على جزء من المدينة، حيث قال عضو بالبرلمان الأوكراني إن 70 بالمائة من مارينكا كانت تحت سيطرة جمهورية دونيتسك الشعبية.

## وقف إطلاق النار
استقر الوضع في مارينكا في وقت مبكر من المساء مع وقف إطلاق النار. صرح الجيش الأوكراني أن وقف إطلاق النار أعاد سيطرته على المدينة  وأكد كل من وزير دفاع جمهورية دونيتسك الشعبية فلاديمير كونونوف والجيش الأوكراني لمنظمة الأمن والتعاون في أوروبا أن مارينكا كانت تحت السيطرة الأوكرانية. في 4 يونيو، زار مراسل وكالة أسوشييتد برس المدينة لفترة وجيزة وأكد أنها تخضع لسيطرة الحكومة، حيث قامت القوات بعمليات تمشيط.
وأسفر القتال في مارينكا وما حولها عن مقتل 20 انفصاليًا وأربعة جنود، فيما أصيب 99 انفصاليًا و39 جنديًا بجروح. وقتل 9 مدنيين  وجرح 30 آخرين. في 4 يونيو، وفقًا لجمهورية دونيتسك الشعبية، استمرت نيران المدفعية وقذائف الهاون التابعة للحكومة الأوكرانية في ضرب العديد من المدن التي تسيطر عليها، بما في ذلك دونيتسك، مما أسفر عن مقتل 16 مقاتلاً انفصاليًا وخمسة مدنيين، بينما أصيب 86 مقاتلاً و38 مدنياً بجروح. في اليوم التالي، ادعى الرئيس الأوكراني أن الجيش استعاد السيطرة على مارينكا، بعد طرد الانفصاليين، وأسر 12 «مخربًا»، من بينهم مواطن روسي واحد. لم يتم تأكيد ادعائه بشكل مستقل.

## النتائج
ونقلت صحيفة كييف بوست عن قادة عسكريين أوكرانيين قالوا إنه إذا استولى الانفصاليون على مارينكا وأفدييفكا، لكان قد خلقوا نقطة اختناق للقوات الأوكرانية في بيسكي وأفدييفكا (شمال وشمال غرب دونيتسك). أخبر الجنود الأوكرانيون الذين قاتلوا في المعركة الصحيفة أنهم يعتقدون أن الهدف من المعركة هو اختبار قدراتهم. هذا الرأي ردده المحلل العسكري الروسي بافيل فيلجنهاور. ونفى المتمردون أنهم هاجموا مارينكا ووصفوا القتال الذي دار في البلدة بأنه هجوم مضاد.